# 北海道道507号船泊港利礼公園線
北海道道507号船泊港利礼公園線（ほっかいどうどう507ごう ふなどまりこうりれいこうえんせん）は、北海道礼文町を結ぶ一般道道（北海道道）である。

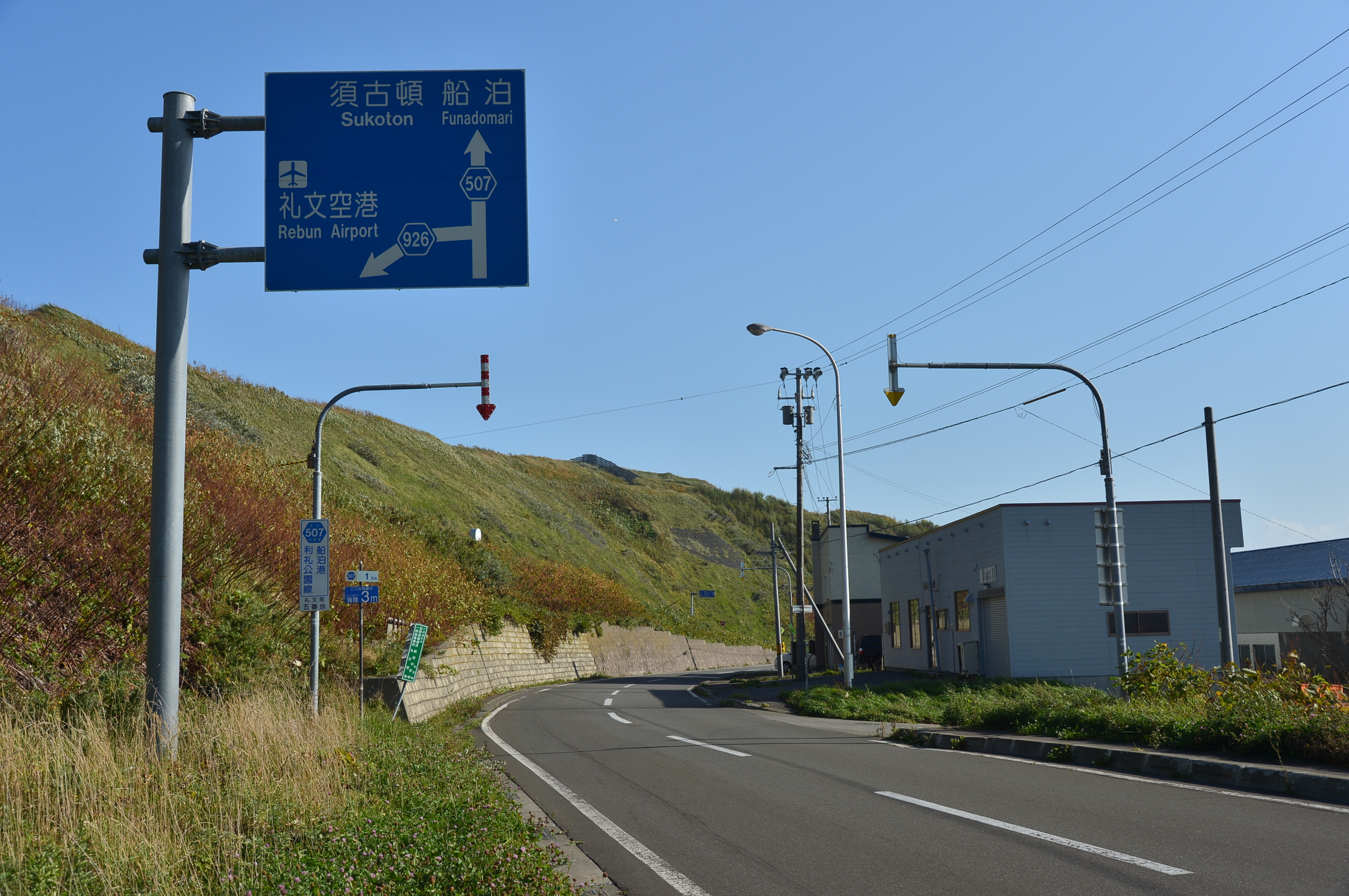
北海道道507号船泊港利礼公園線・礼文町船泊村（2016年10月）

## 概要

### 路線データ
- 起点：北海道礼文郡礼文町船泊
- 終点：北海道礼文郡礼文町須古頓
- 総延長：10.321 km
- 実延長：10.305 km
- 重用延長：0.016 km

### 道路管理者
- 宗谷総合振興局 稚内建設管理部 礼文出張所

## 歴史
- 1965年（昭和38年）3月26日 - 路線認定[1]。

## 路線状況

### 道路施設

#### 主な橋梁
- 大沢橋（15 m、大沢川、礼文町船泊村）

## 地理

### 通過する自治体
- 宗谷総合振興局
  - 礼文郡礼文町

### 交差する道路
礼文町
- 北海道道926号礼文空港線 - 船泊村ベンザイトマリ
- 北海道道40号礼文島線 - 船泊村ヲションナイ

### 沿線にある施設など
礼文町
- 船泊漁港
- 船泊郵便局
- 礼文町役場船泊支所
- 浜中漁港
- スコトン岬